# Lípa ve Smrčí
Lípa ve Smrčí je památný strom v osadě Smrčí severně od Kolince. Lípa malolistá (Tilia cordata Mill.) roste v obci u nemovitosti čp. 27 v nadmořské výšce 580 m. Výška stromu dosahuje 22 m, šířka koruny je 11 m, obvod kmene 466 cm (měřeno 2013). Jde o rodový strom, jehož zdravotní stav je velmi dobrý. Lípa je chráněna od 11. února 2014 jako esteticky zajímavý strom, krajinná dominanta, rodový strom.